# Gongbaixia-Talsperre
Die Gongbaixia-Talsperre (auch: Gongboxia) ist eine Talsperre mit einem Wasserkraftwerk am Huang He (Gelber Fluss) im Norden der Volksrepublik China. 
Die fünf Turbinen des Wasserkraftwerkes haben jeweils eine Nennleistung von 300 Megawatt. Damit können pro Jahr 5,14 Milliarden kWh erzeugt werden.
Für das Bauwerk, ein Steinschüttdamm mit Betonabdeckung (CFRD), gibt es nach verschiedenen Quellen die Höhenangaben 127, 132 und 139 m. 

## Bauarbeiten
Die Bauarbeiten begannen im Juli 2000 mit der Umleitung des Flusses und 2001 wurde die Baugrube ausgehoben. Von August 2002 bis Oktober 2003 wurde der Damm geschüttet. Die Betonplatten wurden zwischen März 2004 und Juni 2004 hergestellt. Im August 2004 begann man, den Stausee zu füllen und 2006 waren die Bauarbeiten abgeschlossen.